# Svenska cupen i fotboll 1943
Svenska cupen i fotboll 1943 var den tredje upplagan av Svenska cupen. Tävlingen avslutades den 14 november 1943 i Norrköping. I den första finalen den 3 oktober mellan IFK Norrköping och AIK på Råsunda blev det 0-0. Norrköping vann sedan omspelet den 14 november med 5-2 i Norrköping inför 19 595 åskådare. 

## Andra omgången
De 8 matcherna i denna omgång spelades 9 och 11 juli 1943. 
| Tie no | Home team           | Score     | Away team          | Attendance |
| ------ | ------------------- | --------- | ------------------ | ---------- |
| 1      | GAIS (A)            | 1–0       | IFK Holmsund (D3)  | 1,961      |
| 2      | IFK Västerås (D2)   | 1–8       | IF Elfsborg (A)    | 2,921      |
| 3      | IFK Eskilstuna (A)  | 0–4       | Degerfors IF (A)   | 5,400      |
| 4      | Helsingborgs IF (A) | 2–3       | Ljusne AIK (D3)    | 3,669      |
| 5      | Sandvikens IF (A)   | 2–3       | AIK (A)            | 2,126      |
| 6      | Karlskoga IF (D2)   | 7–2       | Domsjö IF (D3)     | 1,278      |
| 7      | Malmö FF (A)        | 4–3 (aet) | Halmstads BK (A)   | 6,508      |
| 8      | Djurgårdens IF (D2) | 1–3       | IFK Norrköping (A) | 7,476      |

## Kvartsfinaler
De fyra matcherna i denna omgång spelades 16 juli och 18 juli 1943. 
| Tie no | Home team          | Score     | Away team         | Attendance |
| ------ | ------------------ | --------- | ----------------- | ---------- |
| 1      | AIK (A)            | 4–2 (aet) | Ljusne AIK (D3)   | 8,028      |
| 2      | Degerfors IF (A)   | 0–1       | Karlskoga IF (D2) | 3,409      |
| 3      | IF Elfsborg (A)    | 4–1       | Malmö FF (A)      | 4,308      |
| 4      | IFK Norrköping (A) | 3–0       | GAIS (A)          | 4,760      |

## Semifinaler
Semifinalerna i denna omgång spelades 25 juli och 12 september 1943. 
| Tie no | Home team          | Score     | Away team         | Attendance |
| ------ | ------------------ | --------- | ----------------- | ---------- |
| 1      | AIK (A)            | 4–2 (aet) | IF Elfsborg (A)   | 12,979     |
| 2      | IFK Norrköping (A) | 8–1       | Karlskoga IF (D2) | 5,717      |

## Finalspel
Finalen spelades 3 oktober på Råsunda, men slutade lika. Omspel den 14 november i Norrköping avgjorde kampen om pokalen.
| Tie no | Team 1             | Score | Team 2  | Attendance |
| ------ | ------------------ | ----- | ------- | ---------- |
| 1      | IFK Norrköping (A) | 0–0   | AIK (A) | 22,478     |
| replay | IFK Norrköping (A) | 5–2   | AIK (A) | 19,595     |

## Fotnoter
1. 1 2  ”Svensk Fotboll - Historia - Svenska Cupens finaler 1941 - Svenskfotboll.se”. Arkiverad från originalet den 14 augusti 2011. https://web.archive.org/web/20110814041638/http://svenskfotboll.se/svensk-fotboll/historia/historik-herrar/svenska-cupen/. Läst 18 oktober 2011.